# パット・ベネター
パット・ベネター（Pat Benatar、本名：パトリシア・アンジェイェフスキ（Patricia Andrzejewski）、1953年1月10日 - ）は、アメリカ合衆国出身の女性ロック・ミュージシャン、シンガーソングライター。
1970年代、当時はまだ女性のハードロッカーが少なかった時期に活動を始め、1980年代前半に全米でトップクラスのボーカリストに昇り詰めた。第23回グラミー賞（1980年度）以降、4年連続でグラミー賞最優秀女性ロック・ボーカル・パフォーマンス賞を受賞した経歴を持つ。

## 人物
ニューヨークのブルックリンにあるポーランド人街のグリーンポイントで生まれる。3歳のときにロングアイランドのリンデンハーストへ引っ越した。そこでポーランド系アメリカ人の父アンドリュー・アンジェイェフスキは板金工場を経営、ニューヨーク市立オペラで歌った経験があるアイルランド系アメリカ人のミルドレッドは美容師として働き、父の成功で一家は比較的裕福であった。少女時代のパトリシアはロック音楽に魅了されたが、厳格で保守的な両親はクラシック音楽、オペラ、演劇は薦めたもののパトリシアがロックに関わることを禁止した。
1985年の「Sex as a weapon」は彼女のスマッシュヒットのひとつだが、このタイトルのみが先行して広まり、女性団体から有害指定を受けたことがある。実際にはこの前に「Stop using the」が付くため、逆に女性団体のキャンペーンソングになるような内容だった。
2022年5月4日、米Rock & Roll Hall of Fame Foundationのロックの殿堂にて、パフォーマンス賞を受賞。　

## ディスコグラフィ

### スタジオ・アルバム
- 『真夜中の恋人達』 - In the Heat of the Night (1979年)
- 『危険な恋人』 - Crimes of Passion (1980年)
- 『プレシャス・タイム』 - Precious Time (1981年)
- 『ゲット・ナーヴァス』 - Get Nervous (1982年)
- 『トロピコ』 - Tropico (1984年)
- 『セブン・ザ・ハード・ウェイ』 - Seven the Hard Way (1985年)
- 『ワイド・アウェイク・イン・ドリームランド』 - Wide Awake in Dreamland (1988年)
- 『トゥルー・ラヴ』 - True Love (1991年)
- 『虹のロックン・ロール』 - Gravity's Rainbow (1993年)
- 『ライフ・イズ・スウィート』 - Innamorata (1997年)
- Go (2003年)

### ライブ・アルバム
- 『ライヴ・フロム・アース』 - Live from Earth (1983年)
- 8-15-80 (1998年)
- 『ライヴ・イズ・バトルフィールド』 - Live Is A Battlefield (2016年)

## 日本公演
- 1995年

5月27日 中野サンプラザ、5月28日 大阪厚生年金会館、5月30日 愛知県厚生年金会館、5月31日 クラブチッタ川崎